# Девлетшах-бей Дилмачоглу
Девлетшах-бей (тур. Devletşah) — правитель Дилмачогуллары в 1145/46—1192 годах. Девлетшах был последним беем Дилмачогуллары, правившим одновременно Битлисом и Эрзеном. В конце его жизни или сразу после его смерти бейлик разделился на два (Эрзен и Битлис), а затем Битлис был захвачен Ахлатшахами.

## Биография
Девлетшах был младшим сыном правителя бейлика Дилмачогуллары с центром в Эрзене, Тогана Арслана. После смерти Тогана Арслана в 1137 году правителем стал его старший сын Хусамеддин Курти. Курти умер в 1143 году в Эрзене и ему наследовал следующий сын Тогана Арслана, Шемседдин Якут Арслан, который послал Девлетшаха заложником к атабеку Мосула Имадеддину Занги. Когда Якут Арслан умер в 1145/46 году, визирь Дилмачогуллары и отчим Девлетшаха, Зияэддин Эйюб, забрал Девлетшаха из Мосула и доставил его в Эрзен, где Девлетшах стал правителем. В 1149 году Зияэддин Эйюб укрепил союз Девлетшаха с Артукидами Мардина, женив его на дочери Тимурташа бен Иль-Гази, Нуре-хатун. Однако Нура умерла в 1151 году, после чего Девлетшах женился на одной из дочерей Иззеддина Салтука.
Когда в 1161 году грузины вторглись в Ани, Ахлатшах Сукман, Изеддин Салтук, сын Тимурташа (Неджмеддин Альпы) и Девлетшах объединили свои силы и решили отправиться в Грузию. Перед кампанией к союзникам Сукмана прибыли грузинские посланники. Сукман по какой-то причине решил, что союзники договорились с грузинами и не прибудут. По словам историка XII века Садр ад-Дина Али ал-Хусайни, Сукман этим был очень расстроен и выступил один, не дожидаясь их. Он потерпел тяжёлое поражение, большая часть его солдат была убита. В январе-феврале 1163 года Девлетшах, Сукман, правитель Мераге Ибн Ак-Сункур аль-Ахмадили и иракский сельджукский султан Арслан-шах, пасынок атабека Азербайджана Шемседдина Ильдениза, снова вторглись в Грузию, их армия насчитывала более пятидесяти тысяч человек. Они разграбили грузинские города, захватили в плен женщин и детей. В результате рейда, длившегося около месяца, грузины понесли тяжёлые потери. Войска союзников одержали победу и вернулись с богатой добычей. Девлетшах вернулся с большой добычей, в Битлисе в течение нескольких дней праздновали победу. Затем он отправился в Хлат и участвовал в празднованиях у Сукмана. В Хлате Сукман был встречен великолепной церемонией, по описаниям это был «день, который стоило видеть». Между двумя грузинскими походами Девлетшах участвовал в кампании Артукида Харпута Кара Арслана и Артукида Мардина Неджмеддина Альпы против Яги-басана Данышмендида. Они смогли продвинуться до Сиваса, после чего был заключён мир.
Дальнейшие события освещены в хрониках отрывочно. В 1168 году Артукид Неджмеддин Альпы, ранее бывший родственником и союзником Девлетшаха, организовал экспедицию против Эрзена, вынудив Девлетшаха стать его вассалом. В июне — июле 1175 года визирь Девлетшаха Захиреддин сбежал из Битлиса в Хисн-Кейфу к Артукиду Мехмеду, сыну Кара Арслана. Причиной его конфликта с Девлетшахом и Неджмеддином Альпы стал размер налогов.
Беи региона были встревожены намерением Салах-ад-Дина захватить регион. В 1183 году Девлетшах, Сукман, правитель Мосула Месуд и Артукид Иль-Гази II заключили против него союз. Когда Салах-ад-Дин угрожал Артукидам, Девлетшах прибыл в Кочхисар со своими солдатами. Но, поскольку Салах-ад-дин не атаковал, он вернулся в Эрзен
Бейлик Дилмачогуллары разделился на две части, а династия — на две ветви, Эрзенскую и Битлисскую, но время этого неизвестно. В 1191 году правитель Джазиры, племянник Салах ад-Дина, Такийюддин Омер напал на Ахлатшахов и осадил Хлат. Известно, что Девлетшах был его союзником. 10 октября 1191 года Такиюддин Омер умер во время осады, так и не захватив город. В 1192 году правивший в Хлате Сейфеддин Бектемир, желая наказать правителя Дилмачогуллары, осадил Битлис, и в итоге город перешёл к Ахлатшахам. Тем самым правление Дилмачогуллары в Битлисе завершилось.
Девлетшах, вероятно, умер в 1192 году. После его смерти владения Дилмачогуллары были ограничены Эрзеном и его окрестностями. Сменивший Девлетшаха его сын Хусамеддин Тугрул в 1229 году подчинился хорезмшаху Джалаладдину.
У Девлетшаха были лакабы Нуреддин (Нур ад-Дин, араб. ‎ — свет веры/религии) и Фахреддин (Фахр ад-Дин, араб. فخر الدين‎ — гордость/честь/слава веры).

## Семья
Жёны:
- Нура-хатун, дочь Тимурташа бен Иль-Гази. Брак заключён в 1149 году[1].
- Дочь Иззеддина Салтука. Брак заключён после 1151 года[1].
- Сестра визиря Джемалуддевле Абуль-Касыма Нисаноглу. Брак заключён в 1162 году[1].

Сын:
- Хусамеддин Тугрул[1].